# Лидваль, Фёдор Иванович
Барон Фёдор Ива́нович Лидва́ль (Юхан Фредрик Ли́дваль, швед. Johan Fredrik Lidvall; 20 мая (1 июня) 1870 —14 марта 1945) — русско-шведский архитектор шведского подданства и происхождения, академик Императорской Академии художеств.

## Биография и семья
Ф. И. Лидваль родился в Санкт-Петербурге. Его отец Юн Петтер Лидваль (1827—1886) родился в деревне Буде Лиденского прихода в Хельсингланде (по другим сведениям — в Медельпаде), приехал в Россию в 1859 году и со временем стал известным в Петербурге портным, главой крупной швейной мастерской «Иван Петрович Лидваль и сыновья» и поставщиком императорского двора. Мать — Ида Амалия Флешау (1844—1915) родилась в Санкт-Петербурге в семье шведки Евы Лакстрем, родившейся в финском местечке Хаусярви, и Балтазара Флешау, столяра-краснодеревщика, который приехал в Россию из датской провинции Слагельсе, Южная Зеландия. Кроме Фредрика, в семье были также сыновья Эрик Леонард (1868—1940), Вильгельм Балтазар (1874—1924), Эдвард Теодор (1876—1937), Пауль Николас (1882—1963) и дочери Мария Ульрика (1877—1887) и Анна (1884— ?).
В 1882 году Ф. И. Лидваль окончил начальную школу при евангелической Шведской церкви Святой Екатерины, а затем Второе Петербургское реальное училище (в 1888 году). Два года занимался в Училище технического рисования барона Штиглица. Во время каникул Фёдор Лидваль, как и его братья, дважды проходил службу в Королевском лейб-гвардейском полку в Стокгольме.
В 1890—1896 годах Фёдор Лидваль был студентом архитектурного отделения Высшего художественного училища при Императорской Академии художеств, где с 1894 по 1896 год учился в мастерской архитектора Л. Н. Бенуа. Окончил Высшее художественное училище со званием художника-архитектора.
Самый плодотворный период творчества Лидваля связан с Санкт-Петербургом. С 1899 года он стал членом Петербургского общества архитекторов. В 1907 году особая комиссия по присуждению премий за лучшие фасады присудила Лидвалю серебряную медаль за фасад дома Н. А. Мельцера (угол Большой Конюшенной улицы и Волынского переулка) и почётный диплом за фасад доходного дома А. Ф. Циммермана (угол Каменноостровского проспекта и Вологодской улицы). С 1909 года Ф. И. Лидваль — академик архитектуры, член Императорской Академии художеств. В Санкт-Петербурге по его проектам построено более 30 зданий и сооружений.
В 1910—1917 годах Ф. И. Лидваль преподавал на архитектурном факультете Женского политехнического института, участвовал в издании архитектурно-художественного журнала, являлся членом многих конкурсных комиссий и сам участвовал в многочисленных конкурсах по проектированию различных построек. Так, например, в 1911 году он участвовал в конкурсе на проект здания Благородного собрания на Итальянской ул., д. № 27 (победил проект братьев Косяковых). В 1912 году Ф. И. Лидваль принял участие в закрытом конкурсе Правления Юго-Западной железной дороги на проект здания Киевского вокзала, получив вторую премию, а также в заказном конкурсе, проведенном Министерством путей сообщения и Академией Художеств на проект реконструкции здания Николаевского вокзала (в обоих конкурсах победили проекты В. А. Щуко). К 1915 году относятся ещё два конкурсных проекта: здания Волжско-Камского банка для Тифлиса (ул. Гудиашвили; здание построено П. А. Зурабяном) и для Киева (Крещатик, д. № 10; здание построено П. С. Андреевым), выполненных Лидвалем совместно с зодчим Г. А. Косяковым. В том же году Лидваль совместно с И. С. Китнером выполнили проект жилого дома для холостых работников Лысьвенского завода Пермской губернии (здание построено лысьвенским архитектором Ждановым).
В 1918 году, разорённый революцией, Ф. И. Лидваль уехал в Стокгольм, куда годом раньше отправил семью.
Умер в 1945 году в результате кровоизлияния в мозг. Похоронен в Стокгольме на Юрсхольмском кладбище.

### Семья
Жена — Маргарет Фредерике Эйлерс (28 мая 1885 — 12 апреля 1962), дочь Германа Фридриха Эйлерса, переехавшего в Россию из Восточной Фрисляндии, крупнейшего петербургского садовода и торговца цветами. Брат Маргарет, Константин Германович Эйлерс, архитектор, построил в сотрудничестве с Лидвалем два здания, в том числе участвовал в постройке гостиницы «Астория».
Дети: Свен Юхан (12 марта 1909 — 30 июля 1975), Андерс Эрик (28 ноября 1911 — ?), Ингрид (1 августа 1913 — 26 февраля 2000).

## Творчество
Работы Лидваля стали играть значительную роль в архитектуре Санкт-Петербурга в 1900-е годы. На первом этапе своего творчества (1897—1907) он был ярким представителем стиля «северный модерн», его поиски в эти годы близки устремлениям скандинавских и финских зодчих. В то же время постройки Лидваля не противоречили исторически сложившемуся облику города. Доходный дом, известный также как «Дом Лидваль», построенный архитектором по заказу матери на Каменноостровском проспекте (1899—1904), одна из ранних его работ, обычно приводится в пример как образец жилого дома в этом стиле: «готические» окна, живописная асимметрия корпусов, различная по фактуре и цвету отделка, обилие декоративных элементов. Дом явился этапом в развитии петербургского зодчества и прославил архитектора. В этом доме (на третьем этаже, в квартире № 23) жил и сам Лидваль до своей вынужденной эмиграции в 1918 году, а на первом этаже дома размещалось его проектное бюро.
Получив широкое признание, Лидваль расширил поле деятельности. В сложной обстановке борьбы различных художественных течений и группировок архитектор обратился, как и многие его современники, к классике, но не утратил ничего из того, что им было найдено в период расцвета модерна. В здании Азовско-Донского банка на Большой Морской уже видна свойственная Лидвалю сдержанность, использование элементов классицизма. Левая часть здания (дом № 5) строилась в 1908—1909 годах, правая (дом № 3) — в 1912—1913 годах. Обе части здания связаны единым внутренним пространством, где располагались конторские помещения, но каждая из них получила самостоятельное решение фасада. Дом № 5 оформлен портиком из каннелированных в нижней части трехчетвертных ионических колонн с завершением, имитирующим треугольный фронтон с огромным венецианским окном. Фасад дома № 3 имеет более плоскостное решение, так как архитектор применил здесь пилястры.
Ф. И. Лидваль построил здания Азовско-Донского банка также и в других городах Российской империи (Астрахань, Саратов, Харьков).
Начало 1910-х годов было временем наибольшего творческого расцвета архитектора. В эти годы он создаёт гостиницу «Астория» на Исаакиевской площади, а также знаменитый Толстовский дом на Троицкой улице, другим фасадом выходящий на набережную Фонтанки. Это целостный, близкий современным требованиям жилой комплекс, состоящий из двух лицевых корпусов и двух дворовых. Оба лицевых фасада выделены высокими проездами во двор — тройными арками ренессансного типа. Но главным здесь является композиция внутриквартального пространства — своеобразная улица Лидваля, образованная тремя дворами-интерьерами разных очертаний под открытым небом, средний из которых представляет собой небольшую площадь.
Доходный дом шведского промышленника Э. Нобеля на Лесном проспекте — также одно из программных произведении зодчего: выразительный сводчатый проезд, поддерживаемый пятью парами гранитных колонн, ведет на длинную внутреннюю улицу, где часть корпусов также построена Лидвалем. Эти корпуса — дома для рабочих заводов Нобеля — известны под названием «Нобельский городок».
Вместе с И. А. Фоминым Ф. И. Лидваль разрабатывал планы застройки острова Голодай и в 1912—1914 годах построил жилые дома для рабочих по проекту «Новый Петербург» на Железноводской улице (нынешние адреса — дома № 19 и № 34), создав «разумную композицию», простую и современную. Компактные в плане здания-пропилеи стоят свободно, обозримы со всех сторон и после постройки давали основу для создания в будущем законченного городского ансамбля, что не было сделано.
После отъезда в Швецию Ф. И. Лидваль работал в компании известного архитектора Альбина Старка и спроектировал в Стокгольме 16 авторских домов, а также принимал участие в разработке проектов ещё 7 зданий (в основном в качестве дизайнера интерьеров). Первым его самостоятельным проектом стали два жилых дома на улице Тюста Гатан (№ 3 и № 5, 1922), в облике которых сочетаются мотивы, характерные для петербургского периода творчества Лидваля, и шведской архитектуры стиля Swedish Grace (шведская грация), отличающегося скромностью и сдержанностью. Среди других реализованных им проектов в Стокгольме — здание нефтяной компании «Shell» на улице Биргер Ярлсгатан и дом на углу улиц Турсгатан и Санкт Эрикс Гатан. Также в начале 1930-х годов Ф. И. Лидваль спроектировал в Стокгольме несколько жилых домов в стиле функционализма.

## Память
- На стене дома № 1/3 («Дома Лидваль») по Каменноостровскому проспекту в 1995 году была установлена мемориальная доска (архитектор В. В. Попов)[10].
- 27 мая 2006 года на доме № 1-3 по Малой Конюшенной улице установлена мемориальная доска архитекторам Ф. И. Лидвалю и К. К. Андерсону. Впоследствии мемориальная доска была разбита вандалами.
- «Президентский люкс» в гостинице «Европейская» имеет персональное имя «Лидваль»[11].

## Адреса в Санкт-Петербурге
- 1891—1898 — Невский пр., 50 — Садовая ул., 15;
- 1898—1918 — Каменноостровский пр., 1-3[12].

## Постройки

### В Санкт-Петербурге — Петрограде
| Год                  | Объект | Адрес | Соавтор | Примечания | Иллюстрация | Статус                                                |
| -------------------- | --- | --- | --- | --- | ----------- | ----------------------------------------------------- |
| 1892                 | Малый Гостиный двор. Железо-красочные ряды Банковской линии                                                 | Банковский переулок, д. № 4                                                                                               | В работах также участвовали арх. Ф. М. Тутышкин, В. М. Некора, А. П. Шильцов, техник И. Н. Иорс             | Надстройка торговых корпусов с мансардой, переоформление фасадов, застройка галереи первого этажа. В 1914 году здание было частично перестроено гражд. инж. В. Парфененковым                           |             | памятник архитектуры (вновь выявленный объект) [ 13 ] |
| 1899—1904            | Доходный дом И. Б. (Иды Амалии) Лидваль                                                                     | Каменноостровский проспект, д. № 1-3 / Малая Посадская улица, д. № 5 / Кронверкский проспект, д. № 15                     | | |             | Объект культурного наследия № 7801080000              |
| 1899, 1906           | Корпуса чугунолитейного завода К. К. Экваля                                                                 | Красногвардейский переулок, д. № 15                                                                                       | | Расширение существовавшего здания |             |                                                       |
| 1900                 | Доходный дом Ф. И. Клеменса (А. И. Винтер)                                                                  | Кубанский переулок, д. № 1 / Тучков переулок, д. № 4 / Кадетская линия В. О., д. № 9                                      | | Перестройка существовавшего здания |             | Объект культурного наследия № 7830439000              |
| 1901                 | Особняк К. К. Экваля                                                                                        | Красногвардейский переулок, д. № 15                                                                                       | Совместно с арх. С. В. Беляевым                                                                             | |             | Объект культурного наследия № 7802485000              |
| 1902                 | Доходный дом Шарля де Риц-а-Порта                                                                           | Малая Посадская улица, д. № 17                                                                                            | | |             | Объект культурного наследия № 7831433000              |
| 1904                 | Здание Купеческой гостиницы М. А. Александрова                                                              | Апраксин переулок, д. № 6                                                                                                 | | |             | памятник архитектуры (вновь выявленный объект) [ 13 ] |
| 1904                 | Доходный дом А. К. Леммериха                                                                                | Малая Посадская улица, д. № 19                                                                                            | | |             | памятник архитектуры (вновь выявленный объект) [ 13 ] |
| 1904—1905            | Доходный дом евангелической Шведской церкви Святой Екатерины                                                | Малая Конюшенная улица, д. № 1—3                                                                                          | | Перестройка существовавшего здания |             | Объект культурного наследия № 7802363005              |
| 1904—1905            | Жилой дом евангелической Шведской церкви Святой Екатерины. Флигель с Екатерининским концертным залом        | Малая Конюшенная улица, д. № 3                                                                                            | | Перестройка существовавшего здания |             | Объект культурного наследия № 7802363008              |
| 1904—1905            | Доходный дом Мельцеров                                                                                      | Большая Конюшенная улица, д. № 19 / Волынский переулок, д. № 8                                                            | | |             | Объект культурного наследия № 7831150000              |
| 1904—1905            | Доходный дом Ю. П. Коллана                                                                                  | Большой проспект Васильевского острова, д. № 92                                                                           | | |             | Объект культурного наследия № 7830474000              |
| 1904—1910            | Доходный дом И. Б. Лидваль                                                                                  | Большая Морская улица, д. № 27                                                                                            | | Перестройка существовавшего здания. В этом доме находилась швейная мастерская «И. П. Лидваль» |             |                                                       |
| 1905                 | Доходный дом О. И. Либих                                                                                    | Моховая улица, д. № 14 | | Для этого дома Ф. И. Лидваль также спроектировал изразцовые печи |             | Объект культурного наследия № 7832077000              |
| 1906—1907            | Доходный дом инженера А. Ф. Циммермана                                                                      | Каменноостровский проспект, д. № 61 / Улица Чапыгина, д. № 2                                                              | В 1913 году арх. А. Ф. Нидермейер пристроил к зданию три корпуса и надстроил начатые ранее дворовые флигели | Угловая часть здания была увенчана высокой кровлей с башенкой (не сохранилась) |             | Объект культурного наследия № 7802473001              |
| 1907—1909            | Здание Второго Общества взаимного кредита                                                                   | Садовая улица, д. № 34 | | |             |                                                       |
| 1908—1909, 1912—1913 | Здание Азовско-Донского банка                                                                               | Большая Морская улица, д. № 3-5                                                                                           | | С 1947 года — Городская междугородная телефонная станция |             | Объект культурного наследия № 7810595000              |
| 1908—1910            | Доходный дом Шарля де Риц-а-Порта (лицевой и дворовый корпуса)                                              | Малая Посадская улица, д. № 15 и 15Б                                                                                      | | |             | Объект культурного наследия № 7831433000              |
| 1909                 | Гостиница «Европейская»                                                                                     | Михайловская улица, д. № 1 / Итальянская улица, д. № 7                                                                    | | Надстройка, перепланировка и отделка интерьеров |             | Объект культурного наследия № 7802368000              |
| 1909                 | Здание Товарищества нефтяного производства «Братья Нобель»                                                  | Набережная канала Грибоедова, д. № 6 / Итальянская улица, д. № 2                                                          | | Перестройка и надстройка существовавшего здания |             | Объект культурного наследия № 7830939000              |
| 1910                 | Особняк Эммануила Нобеля                                                                                    | Лесной проспект, д. № 21                                                                                                  | | Жилые апартаменты Марты Нобель-Олейниковой — правое крыло здания (во дворе) |             | Объект культурного наследия № 7802334000              |
| 1910—1911            | Жилой дом для сотрудников завода «Людвиг Нобель» (Доходный дом Э. Л. Нобеля)                                | Лесной проспект, д. № 20 (по другой нумерации — д. № 20 корп. 8)                                                          | | |             | Объект культурного наследия № 7802313013              |
| 1910—1912            | Доходный дом М. П. Толстого                                                                                 | Набережная Фонтанки, д. № 54 / улица Рубинштейна, д. № 15-17                                                              | При участии инж. Д. Д. Смирнова                                                                             | В советское время облик парадных дворов был значительно изменён |             | Объект культурного наследия № 7800770000              |
| 1911—1912            | Гостиница «Астория»                                                                                         | Большая Морская улица, д. № 39 / Вознесенский проспект, д. № 12                                                           | При участии арх. К. Г. Эйлерса и Н. П. Козлова                                                              | |             | Объект культурного наследия № 7810065000              |
| 1912                 | Литейная мастерская в помещении чугунолитейного цеха завода «Людвиг Нобель»                                 | Большой Сампсониевский проспект, д. № 30 корп. 2 (адрес литейной мастерской — улица Фокина, д. № 4 (правая часть здания)) | Здание расширено в 1913 году инж. Г. Ф. Джонсоном                                                           | Часть чугунолитейного цеха по проекту Ф. И. Лидваля была перекрыта железобетонными фермами с верхним криволинейным поясом, что позволило смонтировать однопролётное перекрытие для литейной мастерской |             | памятник архитектуры (вновь выявленный объект) [ 13 ] |
| 1912—1913            | Жилой флигель в комплексе зданий «Нобельского городка»                                                      | Лесной проспект, д. № 20, корп. 7                                                                                         | | |             | Объект культурного наследия № 7802313006              |
| 1912—1913            | Доходный дом С. М. Липавского                                                                               | Большой проспект Петроградской стороны, д. № 39 / Гатчинская улица                                                        | Совместно с инж. Д. Д. Смирновым                                                                            | |             | памятник архитектуры (вновь выявленный объект) [ 13 ] |
| 1912—1914            | Жилой дом акционерного общества «Новый Петербург»                                                           | Железноводская улица, д. № 19 (к. 2) / Проспект КИМа, д. № 7 / Переулок Декабристов, д. № 14                              | При участии арх. Э. И. Коха и А. М. Литвиненко                                                              | Строительство было завершено в 1925 году |             | памятник архитектуры (вновь выявленный объект) [ 13 ] |
| 1912—1914            | Жилой дом акционерного общества «Новый Петербург»                                                           | Железноводская улица, д. № 34 / Проспект КИМа, д. № 5 / Переулок Декабристов, д. № 12                                     | При участии арх. Э. И. Коха и А. М. Литвиненко                                                              | Строительство было завершено в 1927-1928 годах |             | памятник архитектуры (вновь выявленный объект) [ 13 ] |
| 1913                 | Здание акционерного общества «Пекарь»                                                                       | 11-я Красноармейская улица, д. № 18—20                                                                                    | | Перестроено в 1982 году |             | памятник архитектуры (вновь выявленный объект) [ 13 ] |
| 1913                 | Александринская купеческая гимназия (училище при Николаевском доме призрения престарелых и увечных граждан) | Тамбовская улица, д. № 80                                                                                                 | | |             | Объект культурного наследия № 7802512008              |
| 1913—1914            | Главный зал Биржи                                                                                           | Биржевая площадь, д. № 4                                                                                                  | Совместно с арх. М. М. Перетятковичем                                                                       | Возведение железобетонного свода |             | Объект культурного наследия № 7810142001              |
| 1913—1914            | Доходный дом Г. Ф. Эйлерса                                                                                  | Улица Рентгена, д. № 4 | При участии арх. К. Г. Эйлерса                                                                              | |             | Объект культурного наследия № 7831306000              |
| 1914                 | Особняк В. Н. Соловьёва (бывший особняк С. Н. Чаева)                                                        | Улица Рентгена, д. № 9 | | Расширение (двухэтажная пристройка со стороны двора) |             | Объект культурного наследия № 7800000073              |
| 1914—1915            | Жилой дом служащих Азовско-Донского банка                                                                   | Улица Грота, д. № 5 / Улица Профессора Попова, д. № 41                                                                    | | |             | памятник архитектуры (вновь выявленный объект) [ 13 ] |
| 1915—1916            | Здание Русского для внешней торговли банка                                                                  | Большая Морская улица, д. № 18 / Кирпичный переулок, д. № 5-7 — Набережная Мойки, д. № 63                                 | Совместно с арх. Л. Н. Бенуа                                                                                | Достроено в 1929—1931 годах по изменённому проекту арх. Л. В. Рудневым и Я. О. Свирским |             | памятник архитектуры (вновь выявленный объект) [ 13 ] |

### В других городах Российской империи
| Год       | Объект                                                              | Адрес                                                     | Соавтор                                                 | Примечания                                                                                    | Иллюстрация | Статус                                                         |
| --------- | ------------------------------------------------------------------- | --------------------------------------------------------- | ------------------------------------------------------- | --------------------------------------------------------------------------------------------- | ----------- | -------------------------------------------------------------- |
| 1909—1910 | Здание астраханского отделения Азовско-Донского банка               | Астрахань, ул. Никольская, д. № 3                         | Строительство — арх. Н. Н. Миловидов и инж. Н. Литвинов | Здание реконструировано в 1960—1972 годах                                                     |             | Объект культурного наследия № 3010031000                       |
| 1913      | Здание саратовского отделения Азовско-Донского банка                | Саратов, ул. М. Горького (бывш. Александровская), д. № 43 |                                                         |                                                                                               |             | Объект культурного наследия № 6400000237                       |
| 1913—1915 | Здание Русского для внешней торговли банка                          | Киев, ул. Крещатик, д. № 32                               |                                                         | Здание пострадало от огня в 1941 году, восстановлено в 1950 году с внутренней перепланировкой |             | Объект культурного наследия Украины, идентификатор 80-391-1385 |
| 1914      | Здание харьковского отделения Азовско-Донского банка                | Харьков, Николаевская площадь, д. № 18                    | При участии арх. Л. К. Тервена                          |                                                                                               |             | Объект культурного наследия Украины, идентификатор 63-101-2116 |
| 1914—1917 | Здание Управления Омской железной дороги                            | Омск, пр. Карла Маркса, д. № 35                           | Скульптор Франтишек Винклер                             | С 1961 года в здании находится Омский государственный университет путей сообщения             |             | Объект культурного наследия № 5510003000                       |
| 1915      | Дом для холостяков при Лысьвенском металлургическом заводе (проект) | Лысьва, ул. Советская, д. № 19                            | Совместно с И. С. Китнером                              |                                                                                               |             | Объект культурного наследия № 5930390000                       |

### В Стокгольме[27][28]
| Год       | Объект                                        | Адрес                                    | Соавтор | Примечания                                                                                            | Иллюстрация | Статус                                              |
| --------- | --------------------------------------------- | ---------------------------------------- | ------- | --- | ----------- | --------------------------------------------------- |
| 1920      | Жилой дом                                     | Kungsgatan 9-13                          |         | Оформление фасада (?)                                                                                 |             |                                                     |
| 1922      | Вилла Густаффсон                              | Djursholm, Bragevägen 17 (?)             |         | |             |                                                     |
| 1922-1925 | Жилой дом «Мушкетёр»                          | Tysta gatan 3                            |         | |             |                                                     |
| 1922-1925 | Жилой дом                                     | Tysta gatan 5                            |         | |             |                                                     |
| 1924      | Жилой дом                                     | Starrbäcksgatan 2                        |         | |             |                                                     |
| 1924—1926 | Офисное здание (офис компании «Альбин Старк») | Kungsgatan 27                            |         | Перестройка                                                                                           |             |                                                     |
| 1924—1927 | Здание компании «Shell»                       | BirgerJarlsgatan 64 / Rådmansgatan       |         | Дизайн окон, проектирование декоративных элементов, разработка логотипа                               |             |                                                     |
| 1924—1928 | Жилой дом                                     | Klevgränd 4-B / Urvädersgränd 5          |         | |             | Объект культурного наследия Швеции № 21420000011333 |
| 1925      | Жилой дом «Верданди»                          | Falugatan 9-11                           |         | |             |                                                     |
| 1925—1926 | Жилой дом                                     | Torsgatan 36                             |         | |             |                                                     |
| 1925—1927 | Жилой дом                                     | Torsgatan 38                             |         | |             |                                                     |
| 1926—1927 | Школа (Ahlströmska skolan)                    | Kommendörsgatan 31 A & B / Brandvakten 7 |         | Проектирование бокового фасада, дизайн интерьеров и мебели                                            |             |                                                     |
| 1927—1928 | Жилой дом                                     | Sankt Eriksgatan 84                      |         | |             |                                                     |
| 1927—1928 | Доходный дом «Литейщик»                       | Sankt Eriksgatan 86 / Torsgatan 43       |         | Дом перестроен в 1948 году                                                                            |             |                                                     |
| 1927—1928 | Жилой дом                                     | Ynglingagatan 7                          |         | |             |                                                     |
| 1927—1930 | Жилой дом                                     | Torsgatan 41                             |         | |             |                                                     |
| 1928—1929 | Кинотеатр «Китай» (Chinateatern)              | Berzelii park 9                          |         | Дизайн интерьеров                                                                                     |             |                                                     |
| 1928—1930 | Жилой дом для Фонда Исаака Хирша              | Alströmergatan 49                        |         | |             |                                                     |
| 1929—1930 | Жилой дом                                     | Bondegatan 53                            |         | |             |                                                     |
| 1930      | Жилой комплекс «Овёс»                         | Havregatan 13, 14                        |         | |             |                                                     |
| 1932      | Восточный вокзал (Stockholms östra)           | Valhallavägen 75-77                      |         | Проектирование фасада со стороны Drottning Kristinas vägen и вестибюля метро, выходящего к платформам |             |                                                     |